# Tehueco
Tehueco, ratoborno indijansko pleme iz skupine Cahita, koje je po Hodgeu živjelo na rijeci rio Fuerte u meksičkoj državi Sinaloa. Swanton ih na svojem popisu pogrešno locira na Río Oteros u državi Chihuahua. Imali su nekoliko sela: Biara, Charac, Hichucio, Matapan, Sibirijoa i Tehueco. Jezično su pripadali skupini Taracahitian, porodica Juto-Asteci. Nestali su. Godine 1599. kapetan Diego de Hurdaide utemeljuje grad San Felipe y Santiago, današnja Sinaloa, nakon čega poduzima vojne akcije u pokoravanju ratobornih plemena Cinaloa, Tehueco, Zuaque, i Ahome. Portugalski svećenik Pedro Mendes iz Villavigose ranih tridesetih godina 17. stoljeća dolazi među Tehuece, Sisibotare i druga plemena gdje od 1633. pa narednih četiri godine živi među njima i radi na njihovom pokrštavanju. Nestali su.